# Иво Христов (журналист)
Вижте пояснителната страница за други личности с името Иво Христов.
Иво Христов Петков е български журналист, преводач, публицист и политик; избран за евродепутат от листата на БСП през 2019 г.

## Биография
Иво Христов е роден на 8 октомври 1970 г. в Истанбул в семейството на Христо Петков Христов и Любка Христова. Баща му е кадрови офицер във военното разузнаване РУМНО, а в момента, когато се ражда синът му Иво, той е на работа в Генералното консулство на НРБ в Истанбул като вицеконсул, отговарящ по културните въпроси.
През декември 1984 г. Христо Христов е изпратен в Посолството на НРБ в Белгия като съветник по политическите въпроси. Така синът му завършва средното си образование в „Атене Роаял“ в Брюксел. Иво Христов завършва висше юридическо образование в Софийския университет „Св. Климент Охридски“.
Преводач на множество романи на Ромен Гари, Маргьорит Дюрас, Андре Жид, Филип Джиан, Тонино Бенакиста. Стипендиант на Института „Франсоа Митеран“.
Журналист в RFI–България и сп. „Europe Magazine“, издавано в Париж (2000 – 2001).
Автор на политическата биография на Франсоа Митеран, издадена на български език през 2000 г.
През 2001 – 2002 г. е редактор на предаването „Наблюдател“ с Тома Томов по НТВ.
От 2002 г. е заместник-изпълнителен директор, а от 2003 г. – изпълнителен директор на телевизия ВВТ. Водещ на „Малки истории“ по БНТ от 2012 г.
Автор в списание „L'Europeo“, вестник „Сега“ и списание „Тема“, кореспондент на Courrier des Balkans за България. Създател на сдружение „Солидарна България“ с едноименната фейсбук група.
Редактор в списанието за политически анализи „A-specto“ (2014).
През 2016 г. ръководи политическата и комуникационната стратегия на кампанията на Румен Радев за президент. От януари 2017 г. е началник на кабинета на президента Румен Радев.
През 2019 г. е избран за евродепутат. През 2022 г. се присъединява към разследващ комитет относно употребата на „Пегас“ и еквивалентен шпионски софтуер.